# Théorie de jauge sur réseau
La théorie de jauge sur réseau est une branche de la physique théorique, consistant à étudier les propriétés d'une théorie de jauge sur un modèle discret d’espace-temps, caractérisé mathématiquement comme un réseau. Les théories de jauge jouent un rôle déterminant en physique des particules, puisqu'elles unifient les théories actuellement reçues sur les particules élémentaires : l’électrodynamique quantique, la chromodynamique quantique (QCD) et le « Modèle standard ». Mais les calculs non-perturbés de la théorie de jauge pour le continuum espace-temps reposent formellement sur le calcul d’intégrales de chemin en dimension infinie pratiquement impossibles à évaluer. En discrétisant l'espace-temps, l’intégrale de chemin est en dimension finie, et elle peut être estimée par des techniques de simulation aléatoire comme la méthode de Monte-Carlo. Lorsque l'on augmente infiniment la taille du réseau (c'est-à-dire le nombre de sommets) et que la maille du réseau tend vers zéro, on comprend intuitivement que les résultats de la simulation tendent vers ceux de la théorie continue de jauge ; toutefois, la démonstration mathématique de cette intuition est encore à venir.

## Principes de base
Dans la théorie des jauges sur réseau, l'espace-temps est un espace euclidien muni de la rotation de Wick ; il est modélisé par un réseau discret dont les sommets (ou sites) sont équidistants, de maille {\displaystyle a}, et connectés par des arêtes. Dans les cas les plus courants, comme la chromodynamique sur réseau, les champs de fermions sont définis au niveau des sites (ce qui permet le doublement de fermion), et les champs de jauge sont définis au niveau des arêtes, c'est-à-dire qu'à chacune de ces arêtes on associe un élément U d’un groupe de Lie compact G. Ainsi pour simuler la chromodynamique avec le groupe de Lie SU(3), on associe à chaque arête une matrice unitaire 3×3 particulière. Chaque arête est caractérisée par une orientation, et l’élément inverse du groupe modélisera la même arête lorsqu'elle prendra l'orientation opposée.

## Action de Yang–Mills
L’action au sens de Yang–Mills est exprimée pour une configuration du réseau grâce aux boucles de Wilson (qui doivent leur nom au physicien Kenneth G. Wilson), de telle façon que la limite {\displaystyle a\to 0} reproduise formellement l’action originale du continuum. Étant donné une représentation fidèle ρ de G, l'action de Yang-Mills sur le réseau sera la somme sur tous les sites de partie réelle de la trace des n arêtes e1, ..., en pour la boucle de Wilson,
{\displaystyle S=\sum _{F}-\Re \{\chi ^{(\rho )}(U(e_{1})\cdots U(e_{n}))\}}
Ici, χ est le caractère.  Si ρ est une représentation réelle (ou pseudoréelle), il est redondant de prendre la partie réelle, car même si l'on change l'orientation d'une boucle de Wilson, sa contribution à l’action du réseau est identique.
Il y a plusieurs possibilités de calculer une action Yang-Mills sur un réseau, selon les boucles de Wilson qu'on prend en considération pour évaluer l'action. La plus simple « action de Wilson » ne fait intervenir que la boucle 1×1, et ne diffère de l'action d’un milieu continu que par des « artefacts de discrétisation » proportionnels à la maille {\displaystyle a} du réseau (qui est arbitrairement petite). Avec des boucles de  Wilson plus élaborées, ces artefacts de discrétisation peuvent être rendus proportionnels à {\displaystyle a^{2}}, ce qui donne naturellement des calculs plus précis.

## Calcul des observables
Les grandeurs physiques dérivées du modèle, comme la masse des particules, sont calculées par simulation aléatoire, par exemple en utilisant une méthode de Monte-Carlo. Les configurations de champ de jauge sont simulées à partir de probabilités proportionnelles à {\displaystyle e^{-\beta S}}, où {\displaystyle S} est l'action de réseau et {\displaystyle \beta } dépend de la maille {\displaystyle a} du réseau. On calcule les grandeurs recherchées à chaque configuration simulée, puis la valeur moyenne sur tous les tirages aléatoires. On répète en général ces calculs pour différents pas de maillage {\displaystyle a}, afin d’extrapoler la convergence vers le continuum espace-temps, caractérisé par {\displaystyle a\to 0} (cf. l'article méthode de Romberg).
De telles simulations relèvent évidemment du calcul intensif, et elles requièrent le plus souvent l'emploi de supercalculateurs. Pour réduire l'effort de calcul, on met parfois en œuvre l’« approximation de trempe » qui consiste à traiter les champs de fermion comme des variables « gelées » (non-dynamiques). Cette approximation, usuelle lors des premières simulations de chromodynamique, n'est plus qu'exceptionnelle aujourd'hui. Ces simulations utilisent typiquement les algorithmes de la mécanique statistique,  dynamique moléculaire ou ensemble microcanonique,.

## Historique sommaire
Les modèles bi-dimensionnels résolubles de jauge sur réseau avaient été proposés en 1971 par le théoricien Franz Wegner, spécialiste des transitions de phase, pour leurs propriétés statistiques remarquables.
On a montré[réf. souhaitée] que chaque théorie de jauge sur réseau est duale d'un modèle de mousse de spin lorsque l'action ne fait intervenir que des boucles de Wilson 1×1.

## Pour en savoir plus...
- M. Creutz, Quarks, gluons and lattices, Cambridge University Press 1985.
- I. Montvay and G. Münster, Quantum Fields on a Lattice, Cambridge University Press 1997.
- Y. Makeenko, Methods of contemporary gauge theory, Cambridge University Press 2002,  (ISBN 0-521-80911-8).
- J. Smit, Introduction to Quantum Fields on a Lattice, Cambridge University Press 2002.
- H. Rothe, Lattice Gauge Theories, An Introduction, World Scientific 2005.
- T. DeGrand and C. DeTar, Lattice Methods for Quantum Chromodynamics, World Scientific 2006.
- C. Gattringer and C. B. Lang, Quantum Chromodynamics on the Lattice, Springer 2010.

## En QCD
En chromodynamique quantique (QCD), à de grandes distances (c'est-à-dire à de faibles échelles), il devient impossible d'utiliser la théorie pertubative pour parvenir à des résultats. En effet, les interactions entre les quarks et les gluons sont trop fortes et l'approche perturbative ne peut fonctionner. C'est alors là que la théorie de jauge sur réseau entre en jeu. Son utilisation dans le cadre de QCD mène à la chromodynamique quantique sur réseau (LQCD : Lattice Quantum Chromodynamique). Cette approximation correspond à la formulation de QCD sur une grille d'espace-temps discrétisée. Les seuls paramètres fixés expérimentalement par la théorie sont la force de la constante de couplage et la masse de cinq des six quarks (le quark top est ignoré étant donné sa durée de vie trop courte).